# San Juan (spel)

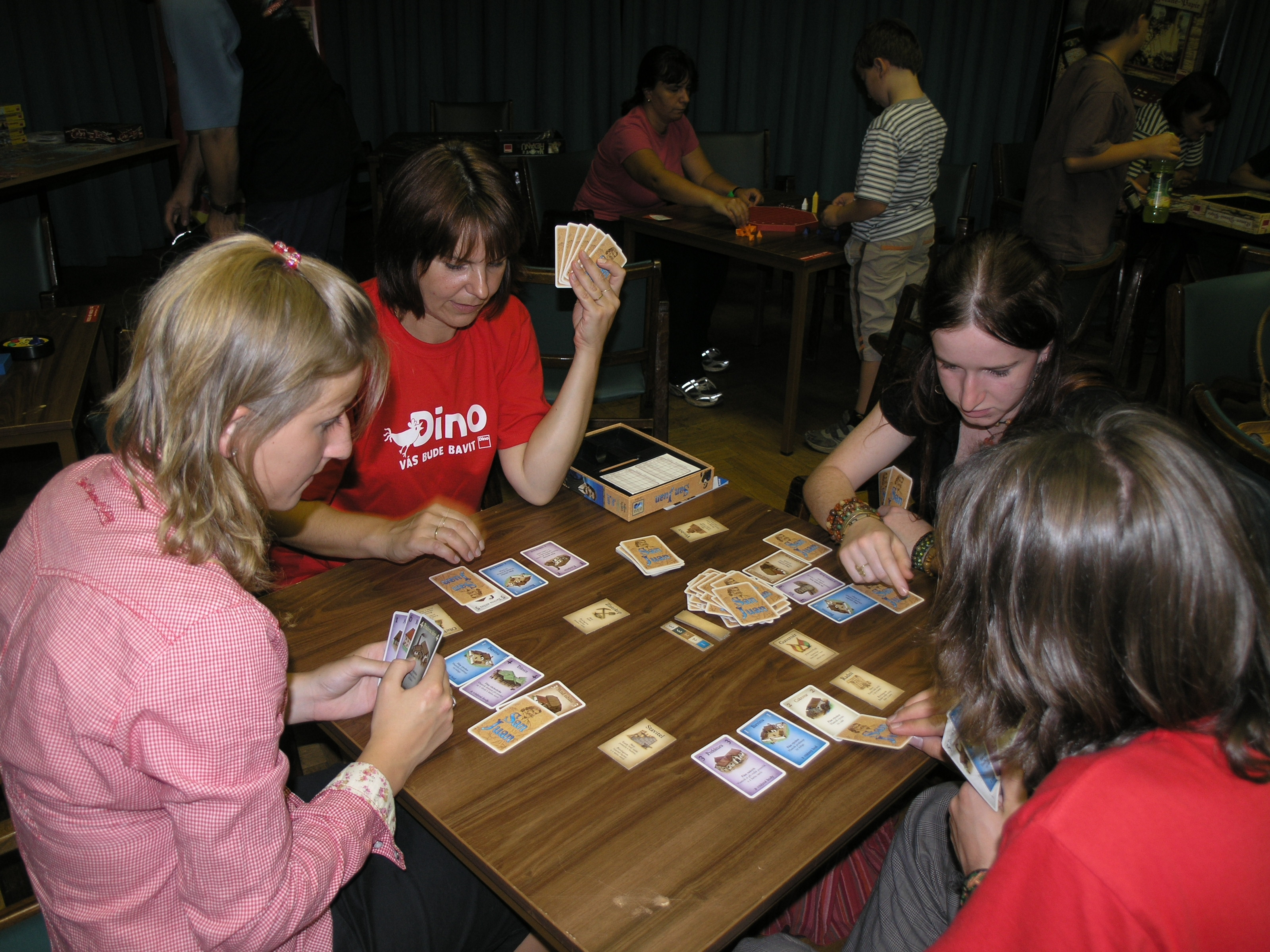
San Juan

San Juan är ett kortspel utvecklat av Andreas Seyfarth som publicerades 2004 av Alea på tyska och av Rio Grande Games på engelska.
Spelet använder en unik lek på 110 kort och kan spelas av två till fyra spelare. Målet med spelet är att få mest segerpoäng genom att bygga byggnader och producera varor. San Juan är väldigt likt det mer komplexa brädspelet Puerto Rico.